# بخش خمام (هند)
شهرستان خمام (به انگلیسی: Khammam district) یک ناحیه در هند است که در آندرا پرادش واقع شده‌است.

## خصوصیات
شهرستان خمام ۱۶٬۰۲۹ کیلومترمربع مساحت و ۲٬۷۹۷٬۳۷۰ نفر جمعیت دارد.